# Oskar Fischinger
Oskar Wilhelm Fischinger (22 de junho de 1900 — 31 de janeiro de 1967) foi um pintor, animador abstrato e cineasta alemão.